# Purpurkehl-Sternkolibri
Der Purpurkehl-Sternkolibri oder Mitchellkolibri (Calliphlox mitchellii, auch unter dem Synonym Philodice mitchellii bekannt) ist eine Vogelart aus der Familie der Kolibris (Trochilidae), die in Panama, Kolumbien und Ecuador vorkommt. Der Bestand wird von der IUCN als„nicht gefährdet“ (least concern) eingeschätzt.

## Merkmale

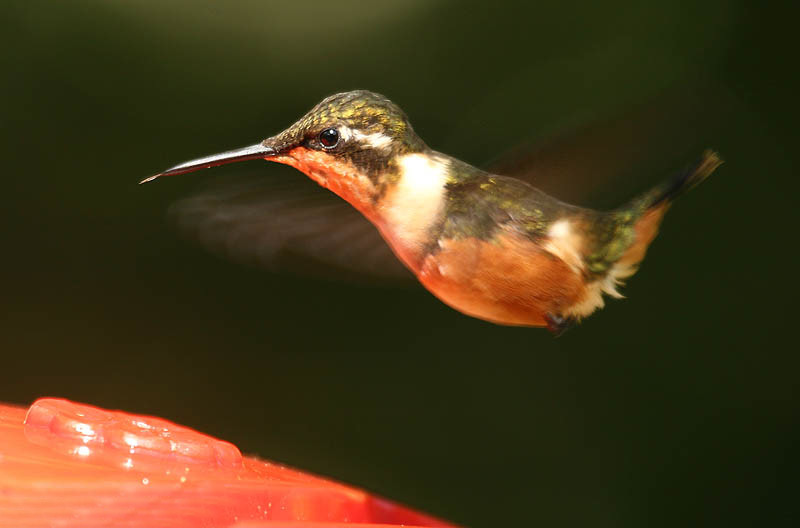
Purpurkehl-Sternkolibri ♀

Der Purpurkehl-Sternkolibri erreicht eine Körperlänge von 7,6 cm, wobei der gerade Schnabel ca. 1,5 cm ausmacht. Die Oberseite des Männchens ist dunkelbronzegrün. Die Kehle, welche bei Beobachtung in freier Natur schwarz wirkt, glitzert rosaviolett und ist von einem breiten, weißen Brustband begrenzt, das sich bis an die Seiten des Halses zieht. Der Rest der Unterseite ist dunkelbronzefarben, wobei die Seiten eher kastanienfarben wirken. Die großen, weißen Flecken unter den Flügeln sind nur im Flug zu erkennen. Der relativ lange, gegabelte Schwanz hat eine bronzeviolette Färbung. Das Weibchen sieht ähnlich aus, doch ist die Kehle gelbbraun-weißlich mit dunklen Flecken. Das Brustband wirkt verschwommen und die Unterseite ist eher rötlich. Der rötliche Schwanz ist nur leicht gegabelt mit einem breiten, schwarzen subterminalen Band.

## Verhalten
Man kann Purpurkehl-Sternkolibris praktisch in allen Straten beobachten, doch lassen sie sich vorzugsweise in den oberen Straten nieder. Bei der Futtersuche sind sie oft an blühenden Sträuchern in der Nähe von Waldrändern unterwegs. Alleine oder in kleineren Gruppen sieht man sie aber auch an blühenden Bäumen. Ihr wellenförmiger und bienengleicher Flug ist auch akustisch wahrzunehmen. Bei der Balz sind ihre Bewegungen ähnlich dem eines Pendels und sie geben ein pfeifendes Wimmern und Schnattern von sich.

## Fortpflanzung
Es ist nicht viel über das Brutverhalten der Purpurkehl-Sternkolibris bekannt. Bei Cali, in den westlichen Anden Kolumbiens, wurden sie im Dezember in Brutstimmung beobachtet.

## Verbreitung und Lebensraum

Verbreitungsgebiet (grün) des Purpurkehl-Sternkolibris

Sehr begrenzt und sporadisch kommen Purpurkehl-Sternkolibris in feuchten Wäldern und speziell Nebelwäldern, buschigen Waldrändern und kleine Lichtungen mit Bäumen in den Vorgebirgen und niedrigeren Bergregionen vor. Sie sind saisonale Zugvögel. Im oberen Tal des Río Anchicaya sind sie z. B. nur im Dezember und von April bis Mai relativ zahlreich. Man findet sie in Kolumbien in Höhenlagen bis 1900 Meter an beiden westlichen Andengebirgszügen. Hier sind sie vom Departamento Valle del Cauca bis ins Departamento de Nariño zu finden.

## Etymologie und Forschungsgeschichte
Jules Bourcier beschrieb den Purpurkehl-Sternkolibri unter dem Namen Trochilus Mitchellii. Das Typusexemplar stammte aus der Sammlung von George Loddiges und soll aus Zimapán stammen. 1831 führte Friedrich Boie die Gattung Calliphlox ein. Dieser Name leitet sich von den griechischen Wörtern κάλλος, καλός kállos, kalós für „Schönheit, schön“ und φλόξ, φλογός phlóx, phlogós für „Flamme“ ab. Der Artname mitchellii ist dem Zoologen David William Mitchell (1813–1859) gewidmet.